# Финал Мирового тура ATP 2013
Финал Мирового тура ATP 2013 (англ. Barclays ATP World Tour Finals 2013) — турнир сильнейших теннисистов, завершающий сезон ATP. В 2013 году проходит 44-е по счёту соревнование для одиночных игроков и 38-е для парных. Традиционно турнир проводится поздней осенью — в этом году с 4 по 11 ноября на кортах O2 арена в столице Великобритании — Лондоне, которая принимает его пятый год подряд.
Прошлогодние победители:
- одиночки —  Новак Джокович
- пары —  Марк Лопес  Марсель Гранольерс

## Квалификация
Квалификация на этот турнир происходит по итогам чемпионской гонки ATP.

### Одиночный турнир
Золотистым цветом выделены теннисисты, отобравшиеся в Лондон. 
 Серебристым — запасные на турнире в Лондоне. 
| Чемпионская гонка на 4 ноября 2013 года. | Чемпионская гонка на 4 ноября 2013 года. | Чемпионская гонка на 4 ноября 2013 года. | Чемпионская гонка на 4 ноября 2013 года. |
| #                                        | Теннисист                                | Очки                                     | Турниры                                  |
| ---------------------------------------- | ---------------------------------------- | ---------------------------------------- | ---------------------------------------- |
| 1                                        | Рафаэль Надаль (ESP)                     | 12 030                                   | 15                                       |
| 2                                        | Новак Джокович (SRB)                     | 10 610                                   | 15                                       |
| 3                                        | Давид Феррер (ESP)                       | 5800                                     | 22                                       |
| 4                                        | Энди Маррей (GBR)                        | 5790                                     | 13                                       |
| 5                                        | Хуан Мартин дель Потро (ARG)             | 5055                                     | 16                                       |
| 6                                        | Томаш Бердых (CZE)                       | 3980                                     | 21                                       |
| 7                                        | Роджер Федерер (SUI)                     | 3805                                     | 15                                       |
| 8                                        | Станислас Вавринка (SUI)                 | 3330                                     | 21                                       |
| 9                                        | Ришар Гаске (FRA)                        | 3300                                     | 22                                       |
| 10                                       | Жо-Вильфрид Тсонга (FRA)                 | 3065                                     | 21                                       |
| 11                                       | Милош Раонич (CAN)                       | 2860                                     | 24                                       |

Энди Маррей снялся с соревнований до начала турнира из-за проблем со спиной.
В число участников одиночного турнира помимо 8 игроков основной сетки включают также двоих запасных.

### Парный турнир
| Рейтинг на 4 ноября 2013 года. | Рейтинг на 4 ноября 2013 года.                    | Рейтинг на 4 ноября 2013 года. | Рейтинг на 4 ноября 2013 года. |
| #                              | Команда                                           | Очки                           | Турниры                        |
| ------------------------------ | ------------------------------------------------- | ------------------------------ | ------------------------------ |
| 1                              | Боб Брайан (USA) Майк Брайан (USA)                | 14 365                         | 21                             |
| 2                              | Александр Пейя (AUT) Бруно Соарес (BRA)           | 7240                           | 23                             |
| 3                              | Иван Додиг (CRO) Марсело Мело (BRA)               | 4045                           | 18                             |
| 4                              | Марк Лопес (ESP) Марсель Гранольерс (ESP)         | 3710                           | 23                             |
| 5                              | Айсам-уль-Хак Куреши (PAK) Жан-Жюльен Ройер (NED) | 3305                           | 27                             |
| 6                              | Давид Марреро (ESP) Фернандо Вердаско (ESP)       | 3280                           | 20                             |
| 7                              | Леандер Паес (IND) Радек Штепанек (CZE)           | 2990                           | 7                              |
| 8                              | Мариуш Фирстенберг (POL) Марцин Матковский (POL)  | 2955                           | 22                             |

## Соревнования

### Одиночные соревнования
Новак Джокович обыграл  Рафаэля Надаля со счётом 6-3, 6-4.
- Джокович выигрывает 7-й титул в сезоне и 41-й за карьеру в основном туре ассоциации.
- Надаль уступает 4-й финал в сезоне и 25-й за карьеру в основном туре ассоциации.

### Парные соревнования
Давид Марреро /  Фернандо Вердаско обыграли  Боба Брайана /  Майка Брайана со счётом 7-5, 6-73, [10-7].
- Марреро выигрывает 4-й титул в сезоне и 10-й за карьеру в основном туре ассоциации.
- Вердаско выигрывает 2-й титул в сезоне и 7-й за карьеру в основном туре ассоциации.